# Gloria Menéndez Mina
Gloria Menéndez Mina, gelegentlich falsch Gloria Méndez Mina (* 2. November 1913 in Guatemala-Stadt; † 28. August 2014 ebenda), war eine guatemaltekische Autorin und Frauenrechtlerin, die an der Frauenwahlrechtsbewegung in Guatemala beteiligt war. Als eine der ersten Frauen, die im Land journalistisch tätig waren, leitete sie die Zeitschriften Mujer und Azul. In ihrer späteren Laufbahn war sie Presseattachée in Mexiko und wurde durch ihr Buch Francisco Javier Mina, héroe de México y España bekannt.

## Leben
Menéndez Mina wurde als Tochter von Isaura Menéndez und Tomás Menéndez Mina geboren. Sie hatte zwei Brüder, Oscar und Rubén, und alle Kinder wurden in ihrer Ausbildung gefördert. Ihr Vater war zunächst Oberst in der guatemaltekischen Armee und später in verschiedenen Verwaltungspositionen der Regierung tätig. Ihre Mutter war Schriftstellerin und engagierte sich in der Frauenbewegung.
Sie begann ihre Karriere bei der Zeitung Nuestro Diario, die von dem Journalisten Federico Hernández de León geleitet wurde. Sie war eine der ersten Journalistinnen in Guatemala und war Mitglied 129 des Instituto de Previsión Social del Periodista, der Sozialversicherung für Journalisten. Sie schrieb sie für verschiedene Zeitungen und war ab 1930 Chefredakteurin der Zeitschrift Mujer und später ab 1950 der Zeitschrift Azul. Menéndez Mina, wie auch andere Schriftstellerinnen und Chefredakteurinnen wie Malín D'Echevers, Journalistin und Präsidentin der Asociación de Mujeres Intelectuales de Guatemala, Josefina Saravia, Herausgeberin von Alma América, und Luz Valle, Chefredakteurin der Zeitschrift Nosotras, schuf in ihren Publikationen Raum für die Förderung anderer Schriftstellerinnen.
1944 trafen sich Menéndez Mina und Graciela Quan in den Büros von Azul und gründeten die Unión Femenina Guatemalteca Pro-ciudadanía (UFGP) („Union der guatemaltekischen Frauen für Staatsbürgerschaft“), um sich für die Staatsbürgerschaft und das Wahlrecht der Frauen im Land einzusetzen. Quan wurde zur Präsidentin gewählt, und die Frauen rekrutierten weitere Unterstützerinnen, wie Angelina Acuña, Rosa Castañeda de Mora, Elisa Hall de Asturias oder Irene de Peyré. Die Gruppe führte eine landesweite Kampagne durch, um das Frauenwahlrecht in der verfassungsgebenden Versammlung durchzusetzen, die 1945 nach dem Sturz des diktatorischen Präsidenten Jorge Ubico Castañeda einberufen worden war. Durch die Veranstaltung von Kongressen, das Verfassen von Zeitungsartikeln und das Einreichen von Petitionen an die Mitglieder der Versammlung gelang es den Frauen der UFGP im Februar, in der neuen Verfassung das Bürgerrecht, einschließlich des Wahlrechts, allerdings nur für „gebildete Frauen über 18 Jahren“ durchzusetzen.
1947 war Menéndez Mina eine der Feministinnen, die den Primer Congreso Interamericano de Mujeres organisierten, der von der Unión Democrática de Mujeres in Guatemala-Stadt ausgerichtet wurde. Ziel der Konferenz war es, einen Dialog zwischen den Frauen in ganz Amerika über internationale Angelegenheiten anzuregen, um die Politik zu beeinflussen und den Frieden in der Region zu fördern. 1955 war sie eine der 36 Nominierten für Guatemalas „Frau des Jahres“ und in den 1960er Jahren diente sie als Presseattaché in Mexiko.
Menéndez Mina starb 2014 zu Hause in Guatemala-Stadt und wurde auf dem Friedhof Los Cipreses beigesetzt.

## Veröffentlichungen (Auswahl)
- Guatemala. Finisterre, Ecuador Oº O'O" [Revista de Poesia Universal], Mexico-Stadt 1966.
- Francisco Javier Mina, héroe de México y de España. Finisterre, Ecuador Oº O'O" [Revista de Poesia Universal], Mexico-Stadt 1967.